# Metropolia Singapuru i południowej Azji
Metropolia Singapuru i południowej Azji – prawosławna administratura wchodząca w skład Patriarchatu Konstantynopolitańskiego.
Utworzona w 2008 poprzez wydzielenie z metropolii Hongkongu. Obejmuje terytoria Singapuru, Afganistanu, Bangladeszu, Brunei, Indii, Indonezji, Malediwów, Malezji, Nepalu, Pakistanu, Sri Lanki i Timoru Wschodniego.
Funkcje soboru katedralnego pełni kaplica Zmartwychwstania Pańskiego w Singapurze, zlokalizowana w wynajmowanym pomieszczeniu.
Zwierzchnikiem administratury jest metropolita Singapuru i południowej Azji Konstantyn (Tsilis).